# Mixta
Genre
Mixta est un genre de bacilles Gram négatifs de la famille des Erwiniaceae. Son nom tiré du néolatin mixta (mélangé) fait référence aux modes de vie diversifiés des espèces constitutives de ce genre.

## Liste d'espèces
Selon LPSN (25 octobre 2022) :
- Mixta calida (Popp et al. 2010) Palmer et al. 2018 – espèce type
- Mixta gaviniae (Popp et al. 2010) Palmer et al. 2018
- Mixta intestinalis (Prakash et al. 2015) Palmer et al. 2018
- Mixta tenebrionis Xia et al. 2020
- Mixta theicola (Tanaka et al. 2015) Palmer et al. 2018